# Santa Martha
Santa Martha ist eine Ortschaft im Departamento Santa Cruz im südamerikanischen Anden-Staat Bolivien.

## Lage im Nahraum
Santa Martha ist der drittgrößte Ort des Municipios El Torno in der Provinz Andrés Ibáñez. Die Ortschaft liegt auf einer Höhe von 610 m links des Río Piraí an einem Nebenfluss des Río Las Botellas, der zwischen den Städten El Torno und Santa Rita in den Río Piraí mündet.

## Geographie
Santa Martha liegt im randtropischen Feuchtklima am Ostrand der Anden-Gebirgskette der Cordillera Oriental. Die Region war vor der Kolonisierung von Feuchtwald bedeckt, ist heute aber größtenteils Kulturland.
Die mittlere Durchschnittstemperatur der Region liegt bei knapp 25 °C, der Jahresniederschlag beträgt etwa 1300 mm (siehe Klimadiagramm Santa Cruz). Die Monatsdurchschnittstemperaturen schwanken zwischen 20 °C im Juli und 28 °C im Dezember, die Monatsniederschläge sind ergiebig und liegen zwischen 40 mm im August und 200 mm im Januar.

## Verkehrsnetz
Santa Martha liegt in einer Entfernung von 48 Straßenkilometern südwestlich von Santa Cruz, der Hauptstadt des Departamentos.
Vom Zentrum von Santa Cruz aus führt die asphaltierte Nationalstraße Ruta 7 in südwestlicher Richtung über die Städte El Carmen und La Guardia nach Santa Rita und weiter über El Torno, La Angostura, Samaipata und Comarapa nach Cochabamba.
Am nördlichen Ortseingang von El Torno zweigt eine unbefestigte Landstraße in westlicher Richtung von der Ruta 7 ab, durchquert den Río Piraí und führt 14 km den Río Las Botellas aufwärts bis Santa Martha.

## Bevölkerung
Die Einwohnerzahl der Ortschaft ist in den vergangenen beiden Jahrzehnten auf mehr als das Doppelte angestiegen:
| Jahr | Einwohner | Quelle       |
| ---- | --------- | ------------ |
| 1992 | 752       | Volkszählung |
| 2001 | 1640      | Volkszählung |
| 2012 | 1738      | Volkszählung |
| 2024 |           | Volkszählung |

Aufgrund der Zuwanderungsgeschichte der Bevölkerung weist die Region einen deutlichen Anteil an Quechua-Bevölkerung auf, im Municipio El Torno sprechen 27,7 Prozent der Bevölkerung Quechua.